# Sylvia Gerasch
Sylvia Gerasch (Cottbus, República Democrática Alemana, 16 de mayo de 1969) es una nadadora alemana retirada especializada en pruebas de estilo braza, donde consiguió ser campeona mundial en 1986 en los 100 metros estilo braza.

## Carrera deportiva
En el Campeonato Mundial de Natación de 1986 celebrado en Madrid (España), ganó la medalla de oro en los 100 metros estilo braza, con un tiempo de 1:07.11 segundos que fue récord del mundo, por delante de su compatriota Silke Hörner  (plata con 1:08.41 segundos) y de la búlgara Tania Bogomilova  (bronce con 1:08.52 segundos); y también ganó el oro en los relevos de 4 x 100 metros estilos, con un tiempo de 4:04.82 segundos, por delante de Estados Unidos (plata con 4:07.75 segundos) y Países Bajos (bronce con 4:10.70 segundos).

## Palmarés internacional
| Campeonato Mundial de Natación                  | Campeonato Mundial de Natación | Campeonato Mundial de Natación | Campeonato Mundial de Natación |
| Año                                             | Lugar                          | Medalla                        | Prueba                         |
| ----------------------------------------------- | ------------------------------ | ------------------------------ | ------------------------------ |
| 1986                                            | Madrid ( España)               | Medalla de oro                 | 100 m braza                    |
| 1986                                            | Madrid ( España)               | Medalla de oro                 | 4x100 m estilos                |
| Campeonato Europeo de Natación                  |                                |                                |                                |
| Año                                             | Lugar                          | Medalla                        | Prueba                         |
| 1983                                            | Roma ( Italia)                 | Medalla de plata               | 100 m braza                    |
| 1983                                            | Roma ( Italia)                 | Medalla de plata               | 200 m braza                    |
| 1985                                            | Sofia ( Bulgaria)              | Medalla de plata               | 200 m braza                    |
| 1985                                            | Sofia ( Bulgaria)              | Medalla de oro                 | 100 m braza                    |
| 1985                                            | Sofia ( Bulgaria)              | Medalla de oro                 | 4x100 m estilos                |
| 1987                                            | Estrasburgo ( Francia)         | Medalla de bronce              | 100 m braza                    |
| 1991                                            | Atenas ( Grecia)               | Medalla de plata               | 4x100 m estilos                |
| 1993                                            | Sheffield ( Reino Unido)       | Medalla de oro                 | 4x100 m estilos                |
| 1993                                            | Sheffield ( Reino Unido)       | Medalla de oro                 | 100 m braza                    |
| 1997                                            | Sevilla ( España)              | Medalla de oro                 | 4x100 m estilos                |
| 2000                                            | Helsinki ( Finlandia)          | Medalla de plata               | 100 m braza                    |
| 2000                                            | Helsinki ( Finlandia)          | Medalla de bronce              | 50 m braza                     |
| Campeonato Europeo de Natación en Piscina Corta |                                |                                |                                |
| Año                                             | Lugar                          | Medalla                        | Prueba                         |
| 2000                                            | Valencia ( España)             | Medalla de plata               | 4x50 m estilos                 |